# Обыкновенная сельдь-круглобрюшка
Обыкновенная сельдь-круглобрюшка или круглая сельдь, или сельдь-сардина (лат. Etrumeus sadina) — вид лучепёрых рыб семейства сельдевых. Эти морские пелагические рыбы обитают в северо-западной части Атлантического океана. Тело веретенообразное, покрыто циклоидной чешуёй, голова голая. Максимальная длина 33 см. Питаются планктоном. Являются объектом коммерческого промысла.

## Ареал и среда обитания
Обыкновенная сельдь-круглобрюшка обитает в северо-западной части Атлантического океана от залива Фанди до Мексиканского залива. Эта морская пелагическая рыба совершает сезонные миграции, уходя в открытое море с похолоданием и возвращаясь на материковые отмели с потеплением.

## Описание
Тело веретенообразное, покрыто циклоидной чешуёй, голова голая, брюшко округлое, щитки перед и позади брюшных плавников отсутствуют, имеется единственный брюшной щиток в виде буквы W. Голова небольшая, глаза крупные, верхняя челюсть протягивается до вертикали середины глаза. Имеются многочисленные зубы на челюстях, нёбе и языке. Брюшные плавники расположены позади воображаемой вертикали конца спинного плавника.
От прочих сельдевых, за исключением дуссумиерий, отличается многочисленными жаберными лучами (12—15) и прямоугольной предчелюстной костью.
В спинном плавнике 15—18 лучей (первые 3—5 лучей неветвистые); в анальном 10—13 (первые 3—4 луча неветвистые); в грудных 14— 17 (первый луч неветвистый); в брюшных 8 (первый луч неветвистый); вдоль бока пролегает 48—58 чешуй; жаберных тычинок на 1-й дуге (12—15)+(30—35); позвонков 49. Окраска дорсальной поверхности голубовато- или оливково-зелёная, бока и брюхо серебристые.
Максимальная длина 33 см.

## Биология
Самки обыкновенной круглубрюшки мечут икру порциями в зимнее время. В водах Флориды на глубинах 25—40 м в марте наблюдается большое количество развивающейся икры и личинок этого вида. Икра развивается несколько дней. С потеплением личинки и мальки перемещаются к берегу. Продолжительность жизни 5—6 лет. Обыкновенные сельди-круглобрюшки становятся половозрелыми в возрасте около 2 лет при длине 14—16 см и массе 35—40 г. Рацион состоит из зоопланктона.

## Взаимодействие с человеком
Является объектом коммерческого промысла. Ловят сетными орудиями, тралами, круглобрюшка положительно реагирует на свет. Мясо вкусное, нежное, употребляют в пищу в жареном, солёном, копчёном виде, идёт на приготовление консервов. Международный союз охраны природы ещё не оценил охранный статус вида.